# Copocrossa
Copocrossa là một chi nhện trong họ Salticidae.